# Norrgadden, Larsmo
Norrgadden är en ö i Finland. Den ligger i Bottenviken och i kommunen Larsmo i den ekonomiska regionen  Jakobstadsregionen i landskapet Österbotten, i den nordvästra delen av landet. Ön ligger omkring 87 kilometer nordöst om Vasa och omkring 410 kilometer norr om Helsingfors.
Öns area är 3,5 hektar och dess största längd är 280 meter i nord-sydlig riktning. I omgivningarna runt Norrgadden växer i huvudsak blandskog.